# Тосудит
Тосудит — глинистий мінерал з упорядкованою змішано-шаруватою структурою: чергуються шари хлориту (у вигляді судоїту (донбаситу)) й монтморилоніту з шарами гідраргілітоподібними або з шарами з молекул води й міжшарових катіонів.

## Етимологія та історія
За ім'ям і прізв. японського мінералога Тошіо Судо (В.Франк-Каменецький, М.Логвиненко, В.Дріц, 1963).

## Загальний опис
Формула:
- 1. За «Горной энциклопедией»: K0,07Ca0,23Na0,25(Al5Mg)(Si7Al)O18,2(OH)11,8•5H2O.
- 2. За «Fleischer's Glossary» (2004): Na0.5(Al, Mg)6(Si, Al)8O18 (OH)12.5(H2O).

Колір синювато-блакитний. Розбухає. Тонколускуватий. Зустрічається у низькотемпературних гідротермальних жилах, аргілітах, пісковиках. Знайдений разом з дикітом і гідрослюдою в складі алуштиту з Криму, а також у глинах Японії.